# Nathanael Rydelius
Nathanael Rydelius, född 19 april 1662 i Hällestads socken, död 8 augusti 1693 i Linköping, var en svensk rector cantus i Linköping.

## Biografi
Rydelius föddes 19 april 1662 i Hällestads socken. Han var son till prosten Israel Rydelius i Hällestads församling. Han blev musikstipendiat i Uppsala 1686-1688 under rector cantus Harald Vallerius. 1686 försvarade han Vallerius dissertation De modis och blev 1691 magister. 1688 blev Rydelius sånglärare i Linköping. 1693 blev han konrektor vid Trivialskolan i staden men avled 8 augusti samma år.